# STS-68
STS-68 foi uma missão do programa do ônibus espacial, realizada pela tripulação da nave Endeavour entre 30 de Setembro e 11 de Outubro de 1994. Inicialmente o lançamento estava marcado para 18 de agosto. Porém, devido ao superaquecimento de um dos motores, o procedimento foi abortado, faltando menos de dois segundos para a decolagem.

## Tripulação
| Posição                  | Astronauta       |
| ------------------------ | ---------------- |
| Comandante               | Michael Baker    |
| Piloto                   | Terrence Wilcutt |
| Especialista de missão 1 | Steven Smith     |
| Especialista de missão 2 | Daniel Bursch    |
| Especialista de missão 3 | Peter Wisoff     |
| Especialista de carga    | Thomas Jones     |

## Ligações Externas
- Sumário da Missão